# NGC 2620
NGC 2620 је спирална галаксија у сазвежђу Рак која се налази на NGC листи објеката дубоког неба.
Деклинација објекта је + 24° 56' 49" а ректасцензија 8h 37m 28,3s. Привидна величина (магнитуда) објекта NGC 2620 износи 13,7 а фотографска магнитуда 14,6. NGC 2620 је још познат и под ознакама UGC 4501, MCG 4-21-1, CGCG 120-6, PGC 24233.